# Trovafloxacina
A trovafloxacina (Trovan®) é um antibiótico do tipo fluoroquinolona de quarta geração.
Comercializado pela Pfizer, a molécula esteve no centro de um escândalo de ensaios clínicos ilegais no estado de Kano, Nigéria, o que motivou vários processos. 
A trovafloxacina - uma fluoroquinolona com três átomos de flúor - foi colocada no mercado em 1997, antes de ser interditada na Europa, por ter graves efeitos sobre o fígado (hepatite medicamentosa).